# Guerra Jōkyū

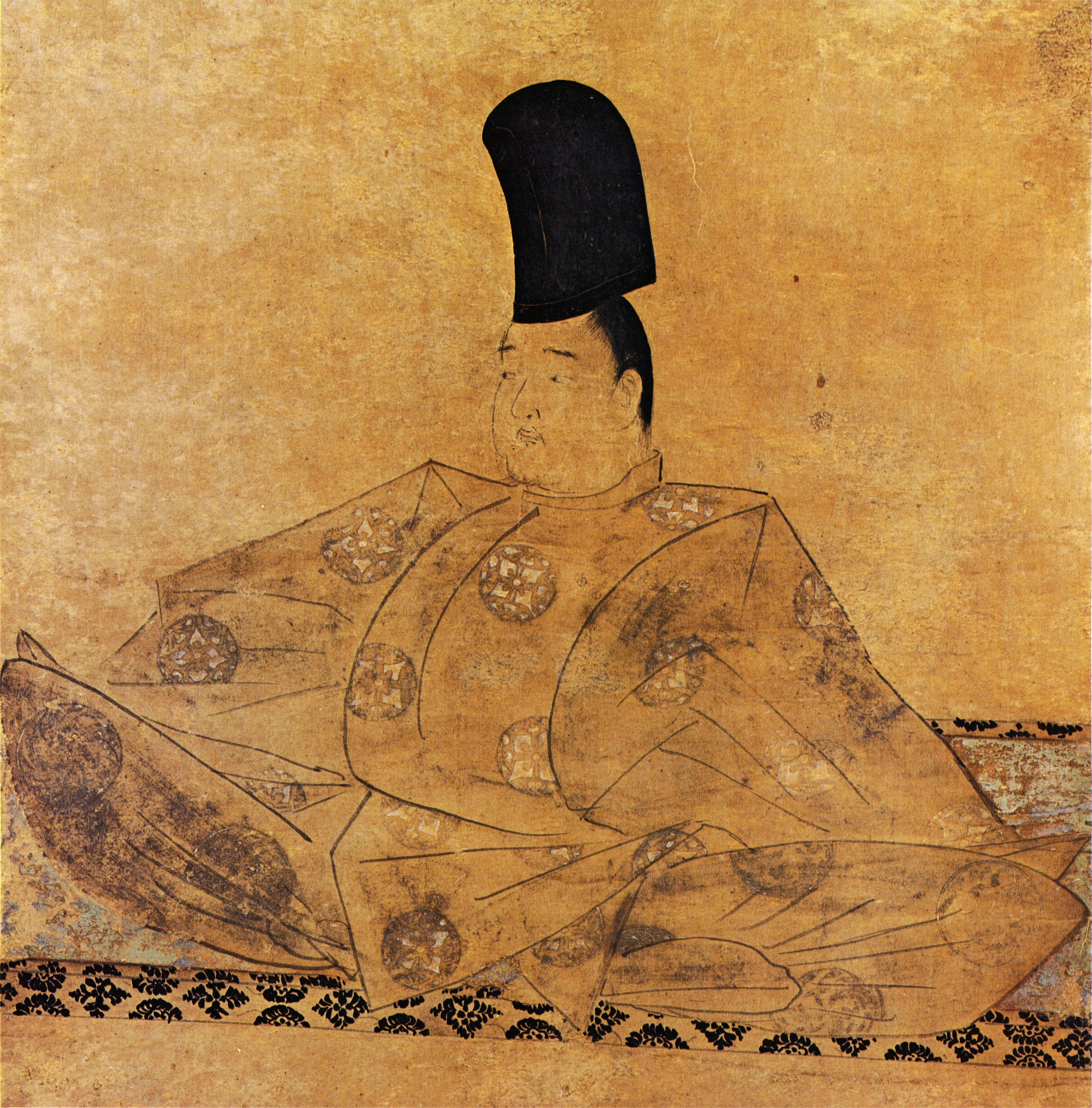
El retirado Emperador Go-Toba, líder de la Guerra Jōkyū.

La guerra Jōkyū (承久の乱 Jōkyū no Ran?), también conocido como la rebelión Jōkyū o disturbio Jōkyū, fue una guerra civil en Japón provocada por el emperador enclaustrado Go-Toba y por el clan Hōjō, regentes del shogunato Kamakura, en la que el emperador retirado intentó establecer una restauración imperial derrocando al shogunato.
La batalla principal fue en Uji en las afueras de Kioto. Ocurrió en 1221, en el tercer año de la era Jōkyū.
La victoria de la guerra la tuvo el Shogunato, mientras que el emperador retirado Go-Toba fue exiliado a las islas Oki, de donde no volvió. También fueron desterrados sus hijos, los emperadores retirados Tsuchimikado y Juntoku, al igual que al recién entronizado emperador Chūkyō fue despojado de su poder y reemplazado por el emperador Go-Horikawa.